# Phyllophora bispinosa
Phyllophora bispinosa är en insektsart som beskrevs av Heinrich Hugo Karny 1924. Phyllophora bispinosa ingår i släktet Phyllophora och familjen vårtbitare. Inga underarter finns listade i Catalogue of Life.